# Louis de Béchameil
Louis de Béchameil marqués de Nointel (1630-1703), fue un financiero francés. Recaudador de impuestos muy rico, superintendente de la casa de duque de Orleans, intendente de Bretaña, este gastrónomo aficionado, recibió la responsabilidad de ser jefe de la casa real de Luis XIV.
La salsa béchamel que lleva hoy en día su nombre fue, en realidad, el resultado del perfeccionamiento de una salsa más antigua a base de crema, por François Pierre de la Varenne (1615-1678), cocinero del marqués de Uxelles, a la que se la dedicó, como lo hacían a menudo los cocineros para la nobleza del tiempo, lo que desencadenó una observación sarcástica al viejo duque de Escars:
"¡Es afortunado, este pequeño Béchameil! ¡Había hecho servir las más deliciosas aves a la crema durante más de veinte años antes de que él viniera al mundo y, sin embargo, nunca he tenido la felicidad de poder dar mi nombre ni a la más modesta de las salsas!"